# Za Sada Bez Dobrog Naslova
Za Sada Bez Dobrog Naslova (trad. Un film senza nome) è un film del 1988 diretto da Srđan Karanović.

## Riconoscimenti
- Tulipano d'Oro 1989 all'International Istanbul Film Festival